# LST-12 (戦車揚陸艦)
LST-12 (USS LST-12)は、第二次世界大戦中にアメリカ海軍及びイギリス海軍が運用したLST-1級戦車揚陸艦である。

## 艦歴
LST-12は1942年8月16日にアメリカ・ペンシルバニア州ピッツバーグのドラヴォ・コーポレーションが起工し、12月7日に進水した。しかしアメリカ海軍へは就役せず、1943年3月26日にHM LST-12としてイギリス海軍へ就役した。1943年5月14日にニューヨークから護送船団UGS8Aとともに地中海へ向け出発した。
LST-12は第二次世界大戦においてヨーロッパ戦線に従事した。参加した戦いには、ハスキー作戦やアヴァランチ作戦があり、1944年8月～9月にかけて行われた南部フランス侵攻へも参加している。LST-12は、イギリス海軍の中で唯一この侵攻に参加したLST-1級戦車揚陸艦である。
1943年11月13日に機雷に接触している。1944年9月から1945年1月まで、イタリア、ユーゴスラビア・ギリシャ間での作戦行動に使用された。1945年8月から10月までアントワープで修理を受け、1946年1月5日に運用停止、6月5日にアメリカ海軍へ返還された。1947年3月20日にアメリカ海軍を除籍され、9月11日にスクラップの為売却された。